# Тучениця
Тучени́ця (болг. Тученица) — село в Плевенській області Болгарії. Входить до складу общини Плевен.

## Населення
За даними перепису населення 2011 року у селі проживала 371 особа.
Національний склад населення села:
| Національність   | Кількість осіб | Відсоток |
| ---------------- | -------------- | -------- |
| болгари          | 353            | 97,5%    |
| не визначились   | 4              | 1,1%     |
| Всього відповіли | 362            |          |

Розподіл населення за віком у 2011 році:
Динаміка населення: